# Leucosyrinx herilda
Leucosyrinx herilda é uma espécie de gastrópode do gênero Leucosyrinx, pertencente a família Pseudomelatomidae.